# Jobelin
Le mot jobelin servait au départ à désigner des individus jugés « fous » ou  « niais ». Ce n'est que dans la seconde moitié du XVe siècle qu'il est attesté avec le sens « Baragouin, jargon, argot, langage à l’aide duquel on attrape les jobards », selon la définition donnée par Francisque-Michel en 1856.

## Jargon de gueux joncheurs (trompeurs)
Cette définition du mot jobelin comme « jargon de gueux trompeurs » a été admise jusqu'à nos jours, sous des variantes proches, par la quasi-totalité des spécialistes du jargon ancien (rebaptisé argot depuis le XVIIIe siècle), de François Villon et du moyen français.

### Ballades en jargon

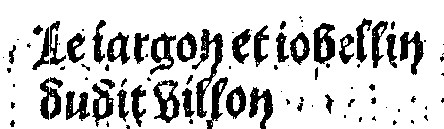
Titre de la série de ballades en jargon (Levet, 1489).

C'est notamment dans ce sens que l'on a interprété traditionnellement, de Clément Marot (1533) à aujourd'hui, l'emploi du mot dans le titre Jargon et Jobelin dudit Villon donné à six ballades en jargon dans les premières éditions imprimées des œuvres de François Villon (parmi lesquelles celle de Levet en 1489). On s'accorde généralement pour dire que, dans ce titre, le mot jobelin renforce le mot jargon en insistant davantage sur l'idée de tromperie.

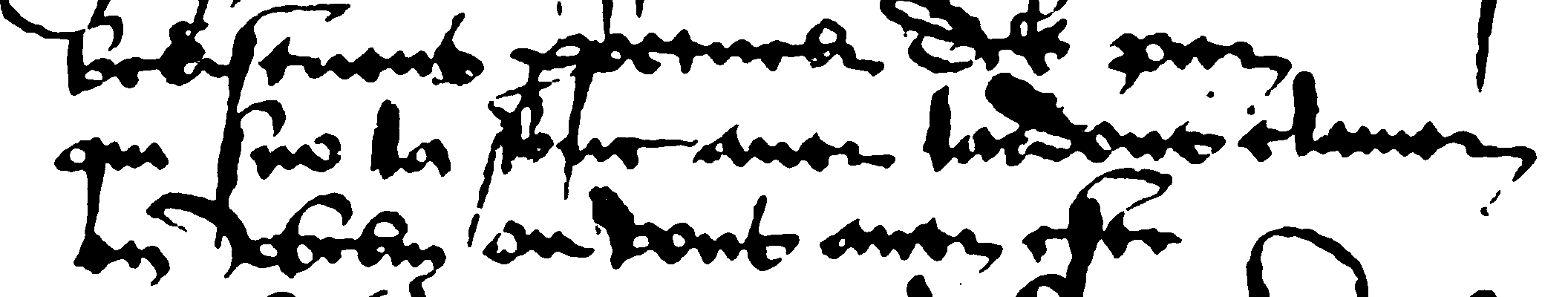
Trois vers d'une ballade en jargon.

Dans la seconde ballade d'une série de cinq autres ballades en jargon copiée sur un manuscrit conservé à Stockholm (après 1477, avant 1500?), aux vers 13 à 15 assez obscurs (« belistriens perpetuelz des piez / qui sur la roue avez lardons clamez / en jobelin ou vous avez esté »), même si le rattachement de la relative (on lit « où vous avez été ») brouille les choses, la plupart des éditeurs-traducteurs voient dans le mot jobelin un synonyme de jargon, le mot belistrien étant à rapprocher de bélître qui signifiait à l'époque « mendiant ».

### Autres textes plus ou moins liés àFrançois Villon
C'est la même définition que l'on utilise généralement pour interpréter la plupart des attestations du mot entre 1470 et 1550 quand il renvoie à des pratiques langagières, par exemple dans le Testament Pathelin (approximativement entre 1470 et 1475), dans les Repues franches (vers 1480), dans le Livre de la deablerie d'Eloy d'Amerval (1508) et dans le Dyalogue de Messieurs de Mallepaye & de Baillevant (entre 1477 et 1532).
Dans le long poème d'Eloy d'Amerval, qui a lu Villon, Sathan se dit « pere de toute avarice et deception [= tromperie] » dans un long passage (chapitre xxiii) consacré aux tromperies et crimes destinés à dépouiller dupes et victimes de leur argent et de leurs biens, sans aucune mention de luxure autre que le viol de femmes qui va de pair avec les forfaits (vers no 1460) ; il s'y attribue la création des « langaiges contrefaitz », au grand bénéfice des trompeurs (vers 1448-1455) :
Tout jargon et tout jobelin
Et tout langaiges contrefaitz,
Villain, ne les ay je pas fais
Pour mieux enseigner mes trompeurs,
— J'entens un grand tas de pipeurs —
A parler en mode couverte
Affin que ne soit descouverte
Et congneue leur piperie !

## Jargon à double sens homosexuel?
(mai 2018).
- Si vous ne connaissez pas le sujet, laissez ce bandeau (vous pouvez alors contacter les auteurs).
- Si vous supprimez le contenu mis en cause (vous pouvez préalablement contacter les auteurs),

argumentez précisément cette suppression dans la page de discussion
(un manque de référence n'est pas un argument ; une recherche réelle de référence doit avoir été effectuée, être formellement documentée).

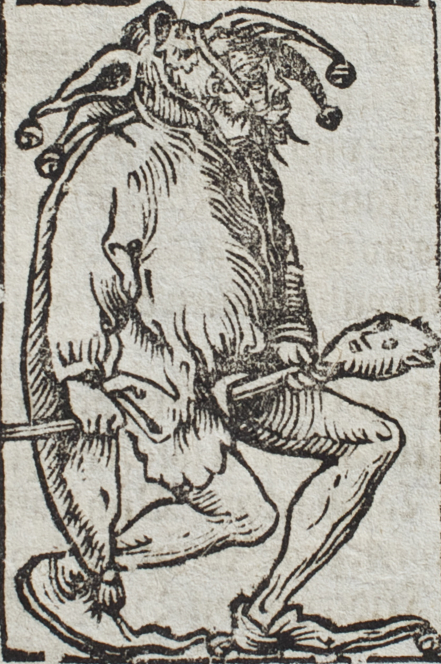
Sebastian Munster : Cosmographiæ Universalis (1552).

En 1998, Thierry Martin a avancé une nouvelle définition très particulière selon laquelle jobelin désignerait un « jargon à signification homosexuelle du théâtre de foire ». La suite du présent article est constituée d'éléments de cette thèse minoritaire qui, pour le mot jobelin et pour l'expression bref (ou brief) langage, s'appuie sur des définitions totalement inconnues des dictionnaires du moyen français du XVIIIe siècle à nos jours.

### Théâtre et poésie
Ce jargon homosexuel est né en Picardie à la fin du XIIIe siècle.
Les Picards, grands amateurs de jeux de mots et de rébus, l’emploient dans les chansons et les poèmes. Mais c’est la Normandie puis la région parisienne qui lui donneront ses lettres de noblesse en l’introduisant dans les farces, monologues comiques ou moralités. Le jobelin engendra un nouveau genre littéraire : la Sottie. Cette forme iconoclaste, phallique et délirante domine le théâtre de foire des années 1460-1525. Le jobelin est donc le jargon attitré des Sots et des Fols, qui pouvaient tout se permettre puisqu’ils se prétendaient fous. Pour la plus grande joie du public, les rôles « féminins » (les Sottes et les Folles) étaient tenus par des travestis armés d’une marotte phallique.
La poésie en jobelin se distingue du théâtre en ce qu’elle est plus descriptive. Plus travaillée aussi, car elle s’adresse à un public lettré et non au peuple. Les conventions théâtrales des Sotties induisent un nécessaire antagonisme entre les sodomites actifs et leurs victimes passives, sans lequel il n’y aurait pas d’action dramatique. Dans la poésie, l’antagonisme de convention disparaît, et les actes sexuels ne sont pas très éloignés de ceux qui émaillent la poésie gay moderne.
Le jobelin s’apparente un peu au brief langaige, un argot dont usaient les prostitués pour tromper la police et les clients. Les Ballades en jargon de François Villon sont écrites en bref langage.
Fondé sur la « double entente » chère aux Grands Rhétoriqueurs, le jobelin permettait les pires écarts sous des dehors presque anodins. L’État et l’Église ne s’y trompaient pas, mais ne pouvaient rien prouver, d’où la fragilité des interdictions multiples qui frappèrent les Sotties. Le théâtre des Sots fut tué par les humanistes qui, non contents d’en méconnaître les règles, encombrèrent de mythologie et de messages un divertissement carnavalesque fondé sur le renversement des rôles et du sens.

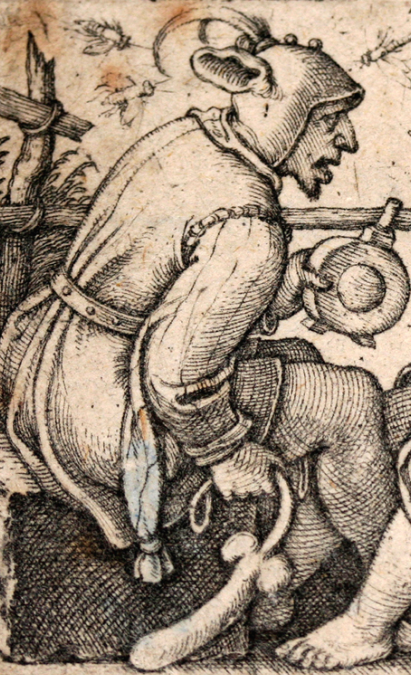
Burin de Hans-Sebald Beham.

### Système de double sens
Le système de double sens est relativement simple. Comme l’a remarqué Pierre Guiraud dans son Dictionnaire érotique, les métaphores sexuelles sont tirées d’un nombre limité de registres : depuis toujours et dans tous les pays, les armes et les objets pointus désignent le phallus ; les objets ronds ou creux désignent l’anus ; les liquides désignent le sperme. Pour peu que l’on connaisse le sens propre d’un terme, il est facile d’en deviner le sens figuré.
Le jobelin est un parasitage. Cet organisme rudimentaire ne pouvait vivre en autarcie ; il se greffa sur la langue courtoise, pour s’étendre par toutes les failles du vocabulaire, de la syntaxe, de la rhétorique, de la signification. Dès qu’il assimilait un mot, l’entourage sémantique de ce mot était phagocyté, grâce au jeu des détournements d’expressions et de proverbes, des synonymes et des contraires.

La Sottie se joue au premier degré ; mais le peuple, imprégné de symbole dans ses moindres structures mentales, comprenait parfaitement le degré allégorique. D’ailleurs, il en est de même pour les farces érotiques hétérosexuelles, où les actes les plus crus sont simulés par des gestes et des sous-entendus. Les gravures d’époque montrent l’usage obscène que les Sots faisaient de leur marotte. À ce propos, Thomas Sébillet note en 1548 : « Nos Farces sont vrayement ce que les Latins ont appelé Mimes ou Priapées. » Quant au cryptage homosexuel, il semble avoir été encore pratiqué par les mignons d’Henri III, si l’on en croit l’Isle des Hermaphrodites de Thomas Artus (1605) : « Qu’il soit permis à nos subjects d’inventer les termes et les mots nécessaires pour la civile conversation, lesquels seront ordinairement à deux ententes : l’une représentant à la lettre ce qu'ils auront envie de dire, l’autre un sens mystique [= secret] de voluptéz, qui ne sera entendu que de leurs semblables... Ils useront aussi de signes au lieu de paroles, à fin d’estre entendus en leurs pensées plus secrettes par leurs consçavants [par les initiés]. »